# تپه شخص سواری (۲)
تپه شخص سواری (۲) مربوط به نئولتیک - هزاره اول قبل از میلاد است و در شهرستان تکاب، بخش تخت سلیمان، دهستان ساروق، روستای خارخار واقع شده و این اثر در تاریخ ۷ اسفند ۱۳۸۵ با شمارهٔ ثبت ۱۷۷۵۲ به‌عنوان یکی از آثار ملی ایران به ثبت رسیده‌است.